# Rata llebre sud-africana
La rata llebre sud-africana (Pedetes capensis) és un rosegador anomaluromorf, que només viu a la part sud-est d'Àfrica. Té les potes posteriors molt desenvolupades, que li permeten fer grans salts; d'aquí li ve el nom de «rata llebre». Antigament, l'espècie P.surdaster estava inclosa dins aquesta espècie. Malgrat que a simple vista les dues espècies semblen iguals, els estudis científics poden determina fàcilment a quina espècie pertany un individu.

## Descripció

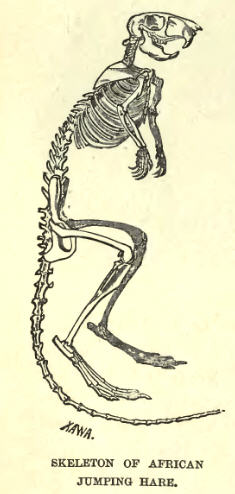

La rata llebre sud-africana sembla un petit cangur (malgrat no estar relacionat) amb unes potes posteriors ben desenvolupades, que li permeten fer salts de més de 2 metres. Aquesta espècie pot a arribar a tenir una longitud de cap i cos d'entre 35 i 45 centímetres i un pes mig de 3 quilograms. La cua li afegeix entre 36 i 47 centímetres a la longitud total de l'animal. El color d'aquest mamífer varia del marró vermellós al gris pàl·lid, amb l'extrem de la cua de color negre.

## Comportament
S'alimenta de matèria vegetal i, ocasionalment, d'insectes. Tenen 4 dits als peus, amb urpes que semblen petites peülles i que són més amples que les de mans. Tenen un coll gruixut i musculat que suporta el seu cap curt. Tenen grans ulls i les seves orelles tenen un tragus que impedeix que els entri sorra quan estan excavant.
La rata llebre sud-africana es reprodueix durant tot l'any. Les femelles donen a llum una única cria uns tres cops l'any. A diferència d'altres rosegadors, que tenen cries cegues i sense pèl, les cries d'aquesta espècies neixen amb pèl i són actives poc després del seu naixement. No obstant això, no són deslletades i no abandonen el cau matern fins a assolir aproximadament la meitat del seu creixement. Aquest llarg període de cura dels pares ajuda a reduir els efectes d'una taxa de natalitat que, entre els rosegadors, és notablement baixa.
Són animals bàsicament nocturns, malgrat que de vegades estan actius durant el dia. Durant el dia, viuen en túnels excavats per ells mateixos. Bloquegen l'entrada del cau amb terra de l'interior del tunel. Els resulta més senzill excavar durant l'estació de pluges, quan el terra és humit. Salten com un cangur sobre les potes del darrere, retirant-se al seu cau quan estan espantades. Una parella pot ocupar diferents caus en diferents dies. Tendeixen a fer 3 caus propers de forma circular. Aquests caus es troben generalment prop de l'arbre o arbust més alt del seu territori, que s'estén entre 25 i 250 metres al voltant del seu cau. Durant les sequeres aquesta àrea pot incrementar-se.